# 김명길 (조선민주주의인민공화국의 법조인)
김명길(생년 미상 ~ )은 조선민주주의인민공화국의 법조인 출신 정치인이다. 전 당 중앙위원회 위원 겸 법제위원회 위원이다.

## 경력
강원도 검찰소 소장을 거쳐 2017년 4월, 중앙검찰소 소장으로 선출되었다. 2017년 10월, 조선로동당 제7기 제2차 전원회의에서 당 중앙위원회 위원으로 선출되었다. 2018년 4월 최고인민회의 법제위원회 위원으로 선출되었고, 2019년 4월 중앙검찰소 소장과 최고인민회의 법제위원으로 유임되었다. 2021년 1월 개최된 최고인민회의에서 중앙검찰소장 자리에서 물러났다.

## 최고인민회의 대의원
2014년 3월 최고인민회의 제13기 대의원을 지냈다.